# Fylgia
Fylgia is een geslacht van libellen (Odonata) uit de familie van de korenbouten (Libellulidae).

## Soorten
Fylgia omvat 1 soort:
- Fylgia amazonica Kirby, 1889